# Critérium Paris-Nice
Ne doit pas être confondu avec Paris-Nice.
Le Grand Critérium international de tourisme Paris-Nice, dit Le Paris-Nice, ou le Paris-Nice Rally en anglais, était un ancien rallye automobile organisé en France durant les années 1920 et 1930.

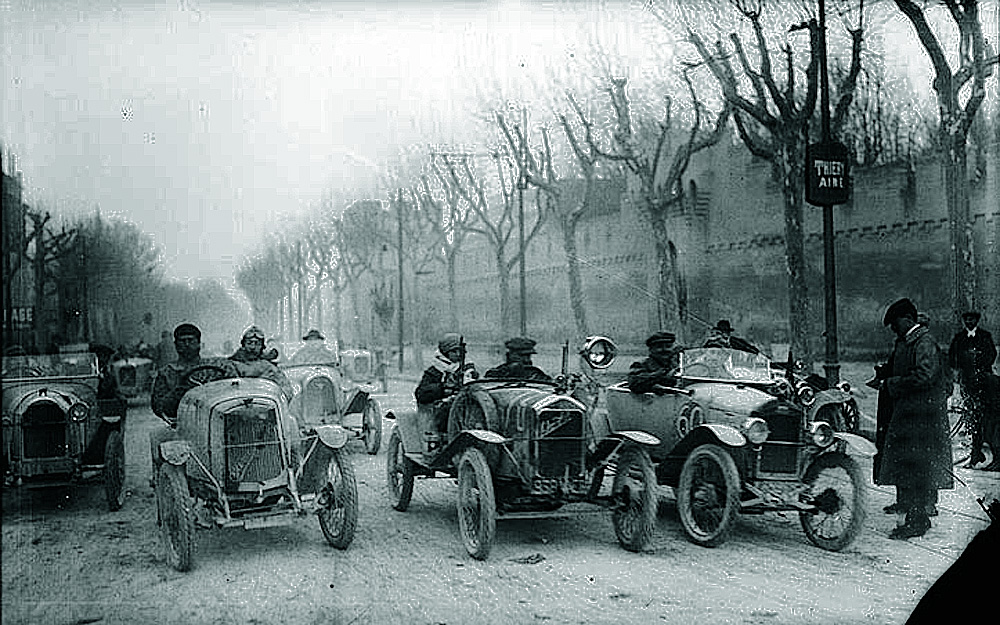
Édition 1922 de la compétition, au passage des remparts en Avignon.

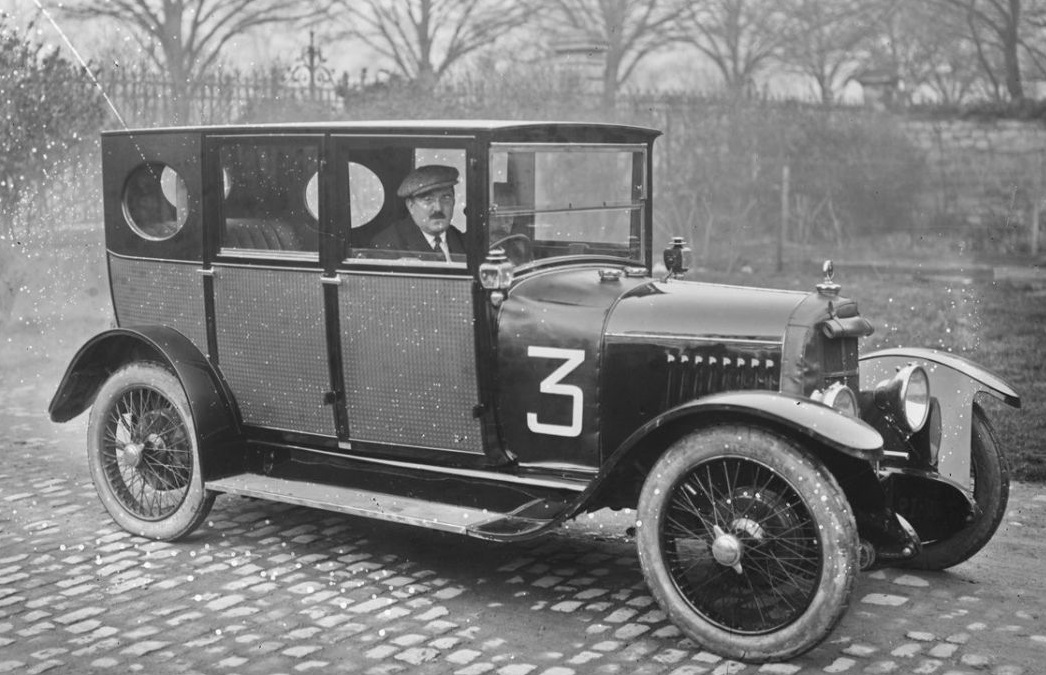
Dominique Lamberjack, vainqueur de l'édition 1923 sur Voisin 8HP.

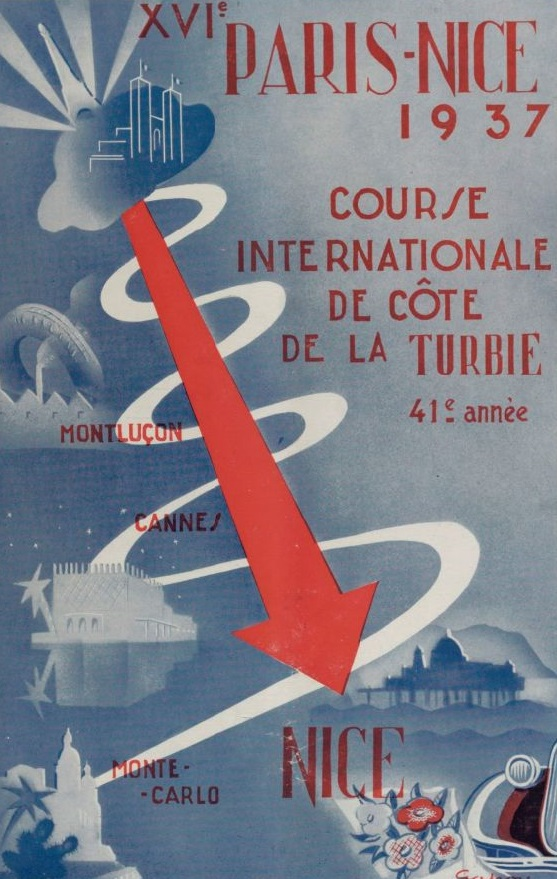
Édition 1937.

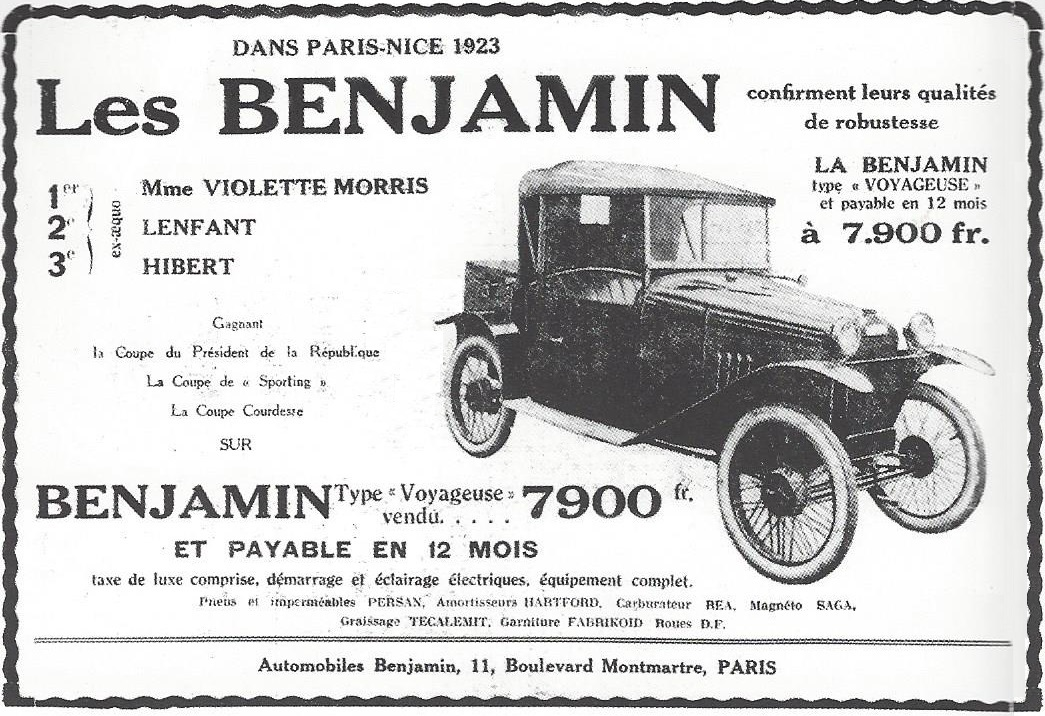
Publicité des voitures Benjamin, à la suite de la course Paris-Nice de 1923.

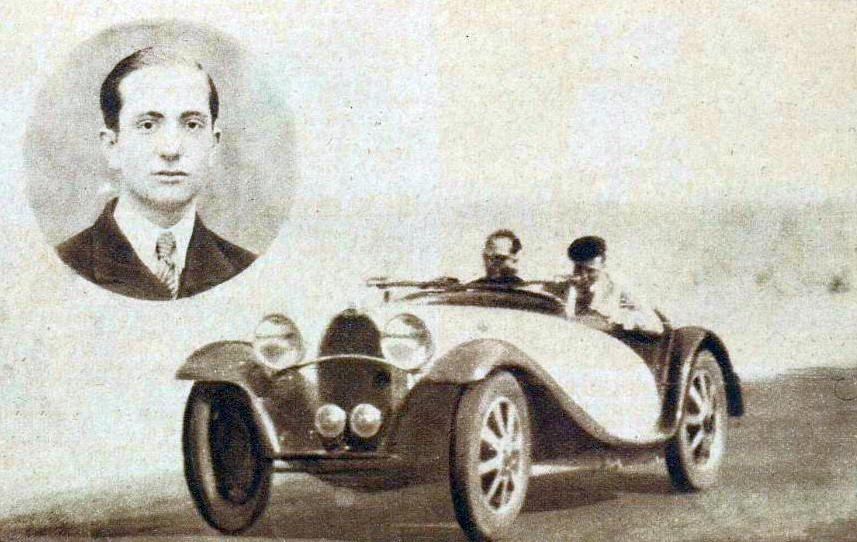
Jacques Dupuy, vainqueur du Critérium en 1933, sur Bugatti Type 55 2.3L. cabriolet SuperSport.

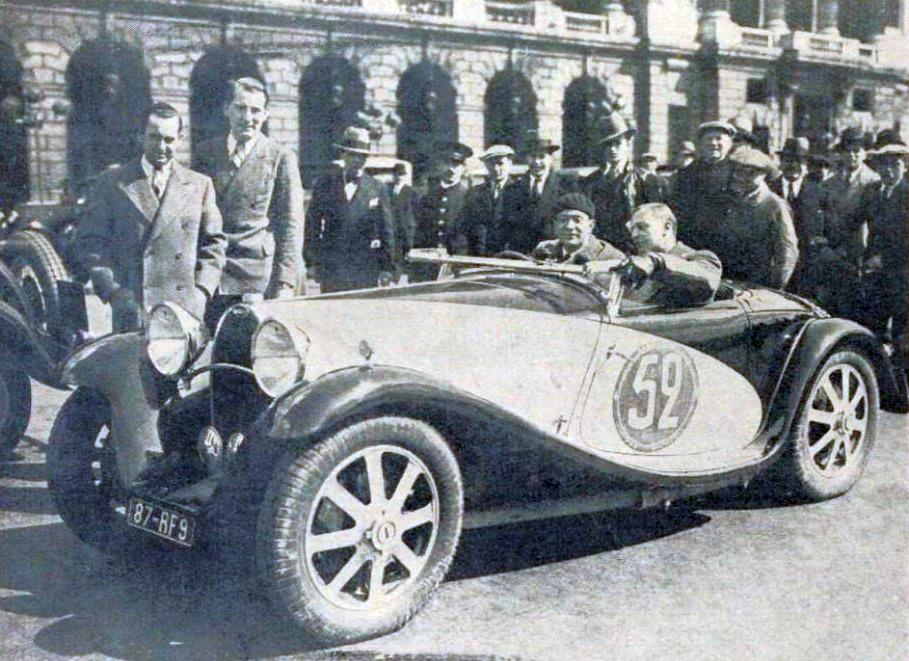
J. Dupuy à l'arrivée de l'édition 1933.

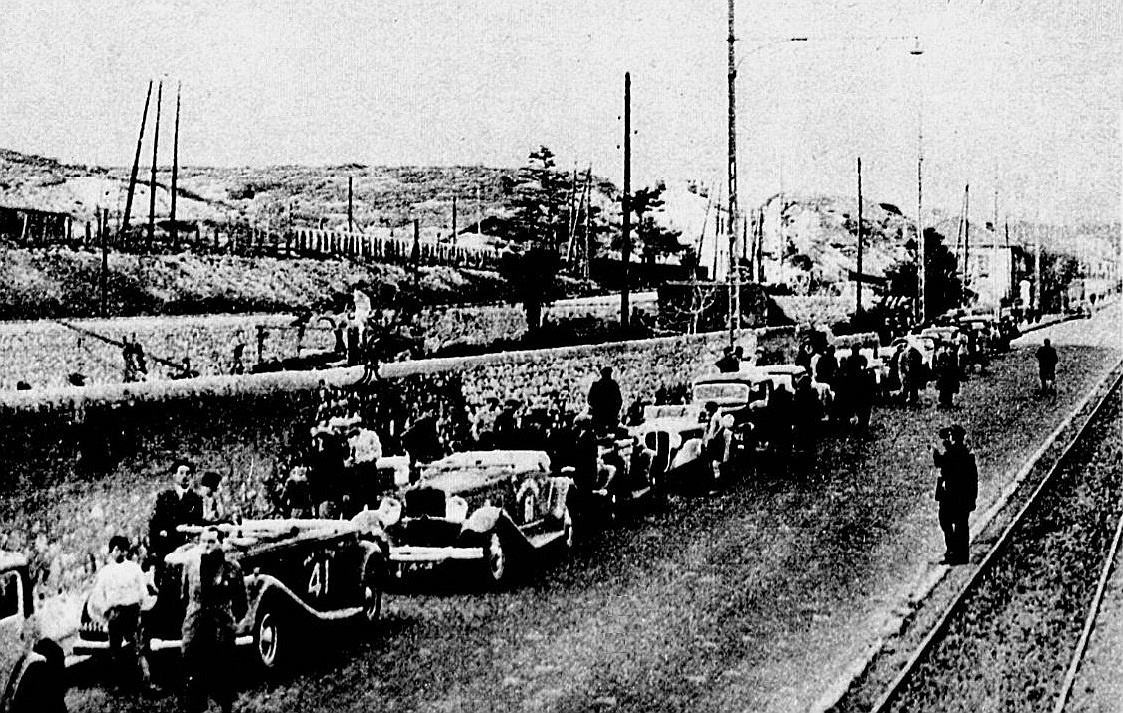
Le Critérium d'avril 1935.

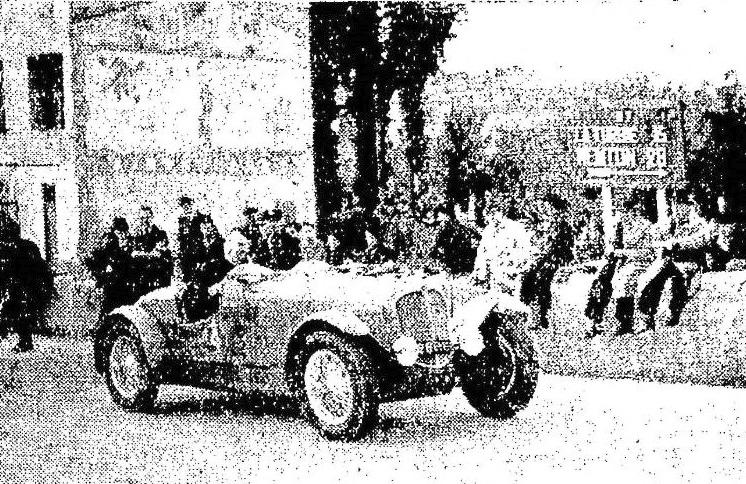
Laury Schell, vainqueur du Critérium Paris Nice tourisme d'avril 1936 (et à la côte de La Turbie, sur Delahaye).

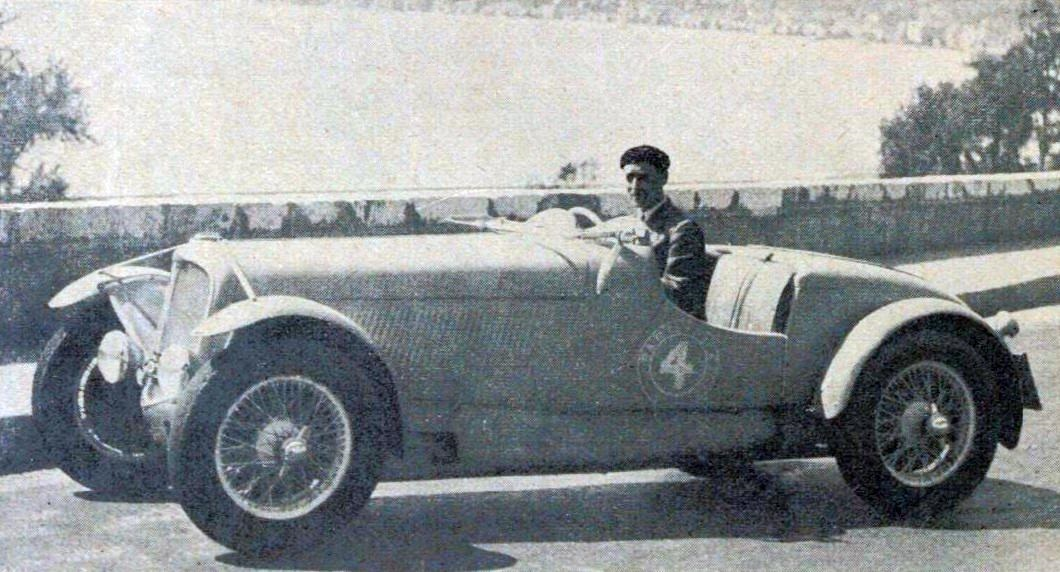
Laury Schell à Nice en 1936 après sa victoire.

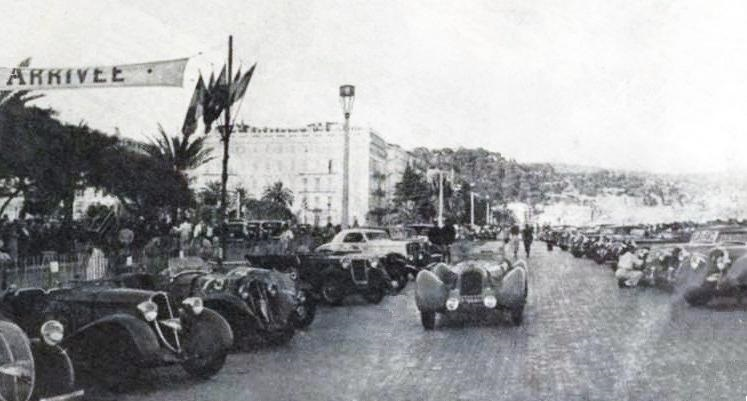
L'arrivée à Nice en 1937.

## Histoire
Une première édition du Paris-Nice est organisée dès 1898, un an après les débuts de la Course de côte Nice - La Turbie et la compétition Marseille-Nice-La Turbie.
Au début des années 1920, Édouard Portal alors Président de l’Automobile Club de Nice et Côte d’Azur décide d'en reprendre chaque année au printemps le principe, conjointement avec la Fédération nationale des Clubs Automobiles de France et avec le concours du journal L'Auto dirigé par le fort connu à l'époque Henri Petit.
Le départ a lieu le plus souvent de Orly (à la vieille poste), puis le trajet se déroule sur 980 à 1 100 km selon les années, en grande partie par la Route Nationale 7 et en passant notamment par Vichy, un contrôle technique intermédiaire étant effectué à Lyon par l’Automobile-Club du Rhône et du Haut-Rhône, et parfois à Marseille par l’Automobile-Club de Marseille et Provence. Les capots moteurs sont plombés, l'un des buts de l'épreuve étant de mettre en avant les performances et progrès technologiques de l'époque.

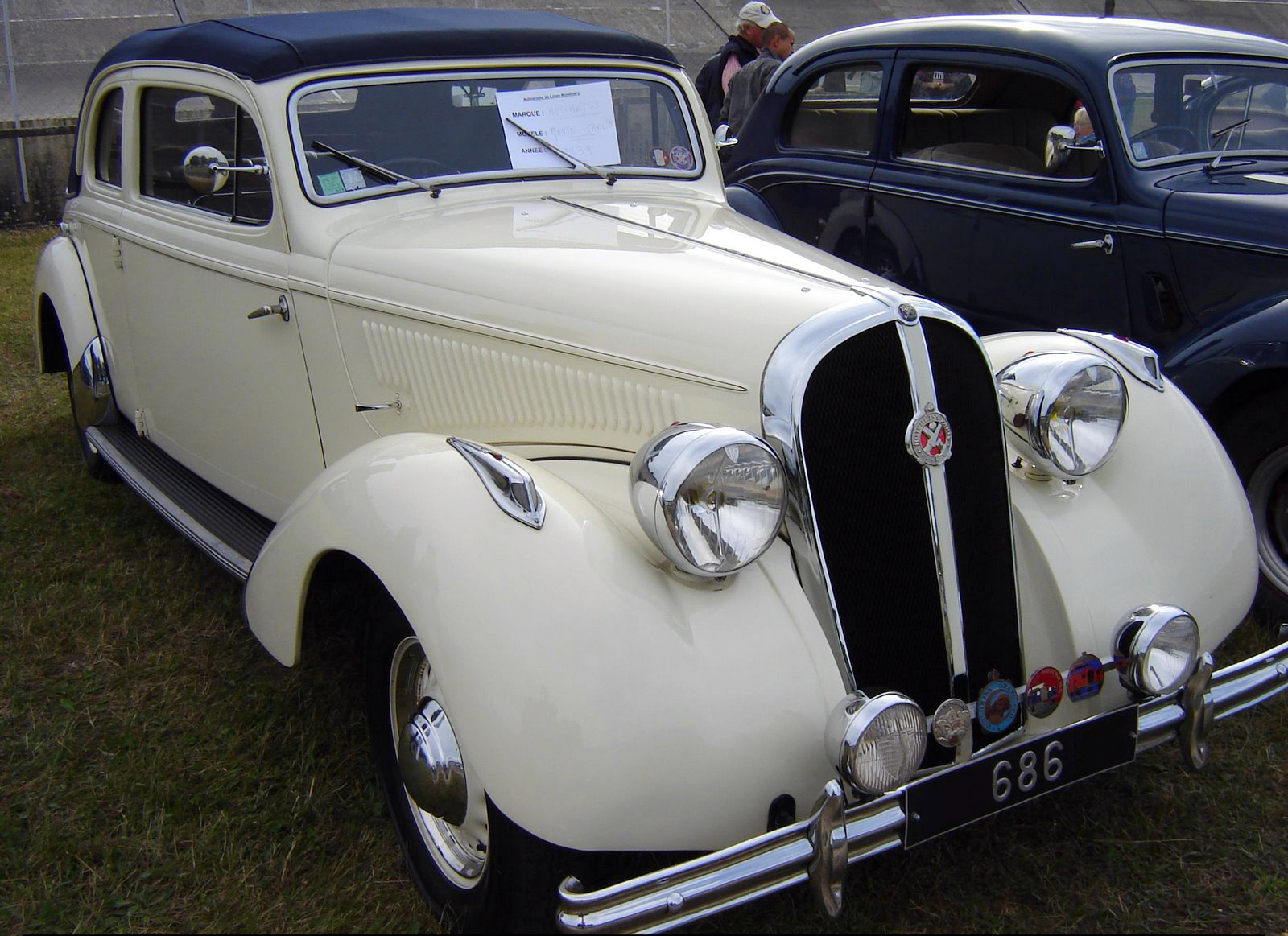
La Hotchkiss Grand Sport type 686 "Paris-Nice - Monte-Carlo" 1939 de Jean Trévoux.

À partir de 1929 apparaît systématiquement un classement général, basé sur une formule cylindrée-kilomètres, avec des classements séparés pour les voitures de grande série (dites de tourisme) et les autocars et camions rapides admis dans l'épreuve à partir de 1927 (des conducteurs desquels fait notamment désormais partie Dominique Lamberjack, après s'être illustré sur des voitures et surtout des motocyclettes). L'importance de l'organisation, avec de nombreux commissaires sportifs de l'Automobile Club de France, nécessite dès lors une caravane de plus de 130 personnes, et le recrutement des participants devient réellement international au début des années 1930.
Dans le but d'attirer des touristes aisés sur la Riviera, les épreuves de classements incluent des courses de régularité sur routes ouvertes les premiers jours, des courses de côte (boulevard Michelet à Marseille, à La Turbie -parfois en clôture de la compétition-…) et des courses de vitesse (500 à 1 000 mètres départ arrêté) à La Châtre, Grenoble, La Turbie ou encore le plus souvent à Nice même (quai des États-Unis), ainsi qu'une série très complète de défis mécaniques permettant à l’arrivée de départager définitivement les concurrents sur le parc fermé de la Promenade des Anglais: départ à froid (ou épreuve de mise en route des voitures au moyen du démarreur), épreuves de souplesse, de ralenti, d'accélération, de braquage, du kilomètre freinage, ainsi que concours d'élégance.
Espacés de quelques mois, le Monte-Carlo se pérennisa après la guerre, mais pas le Paris-Nice (décliné cependant en boucle hexagonale - cf. infra), ni le Rallye Paris-Antibes-Juan-le-Pins.

## Palmarès
- 1921  Robert Benoist sur de Marçais[7] (le programme de course inclut la véritable Course de côte Nice - La Turbie conjointement, étape gagnée par André Darmont sur Morgan 1.1-litre);
- 1922 Entre autres une Médaille d'or, attribuée à Derby (constructeur);
- 1923  Dominique Lamberjack sur Voisin 8 HP 1.5L. sans soupape déclaré vainqueur général devant Hector Petit sur Peugeot et Édouard Brisson sur Lorraine-Dietrich[8] (et en 750 cm3,  Violette Morris, sur cyclecar Benjamin, également lauréats des Coupes de Sporting, du Président de la République, et des Dames)[9];
- 1924 Henri (Hector ?...) Petit sur Peugeot Type 175 15CV Torpédo Sport conduite intérieure Weymann vainqueur en catégorie 3L[10];
- 1925 professionnels:  Dominique Lamberjack sur Voisin 18 HP en 1.5L., Durêste sur Georges Irat en 2L., et Baron Walberg sur Austro-Daimler au-delà (amateurs correspondants: Didier avec Bugatti,  M.Malaret avec Talbot, et Docteur Cludius avec Lancia)[11];
- 1926  M. Malaret sur Talbot six cylindres déclaré vainqueur général et toujours amateur (et en catégorie 3 à 5L. la Buick 6 cylindres)[12], en Tourisme Rigal sur Peugeot[13];
- 1927  Jean Chaigneau vainqueur sur Brasier TD4 torpedo sport (et  Violette Morris lauréate en voiturettes de tourisme 1 100 cm3, toujours sur Benjamin)[14];
- 1928 annulé;
- 1929  Chauchat de Benneville sur Delage Sport 11CV, 2e Maurice Vasselle sur Hotchkiss et troisième Jacques Edouard Ledure sur Salmson[15];
- 1930  Jean Trévoux vainqueur sur Delage;
- 1931 (10e édition - le vainqueur se voit désormais décerner la Coupe-Challenge Empire Oil) Goffredo Zehender sur Alfa Romeo 1 750 cm3 (2e Jérôme Médrano sur faux-cabriolet Duesenberg J carrossé par Fernandez et Darrin, et 3e Jean Trévoux sur Bugatti 2.3L.)[16](vainqueur de catégorie 3 à 5 L. Raymond Sommer, sur roadster Chrysler 6 cylindres[17]);
- 1932 (18-25 mars)  Jean Trévoux sur Bugatti T35 T 3L. (ou T43A Roadster[12]) (2e Raymonsd Sommer sur roadster Chrysler 6 cylindres[17] ?);
- 1933  Jacques Dupuy sur Bugatti Type 55 2.3L. cabriolet supersport de 1932[18], la coupe des Dames revenant à Odette Siko sur Alfa Romeo[19];
- 1934 (24-29 mars)  Jean Trévoux sur Hotchkiss 3.5L. (2e Guérin sur Panhard, et 3e Mary sur Ford)[20], la Coupe-Challenge de L'Auto revenant à Panhard[21];
- 1935 (13-18 avril)  Gaston Descollas sur Bugatti T57 torpedo 8 cylindres 3.2L. de 1934 (2e Jean Trévoux sur Hotchkiss Grand Sport Type 686, la Coupe des Dames revenant à Lucie Schell, sur Delahaye, Dominique Lamberjack remportant la catégorie autocars)[22];
- 1936 (4-9 avril)  Laury Schell sur Delahaye 18CV Sport (remportant au passage la côte de La Turbie), deuxième René Carrière même marque, et coupe des dames à Melle Lamberjack sur Hotchkiss, arrivée troisième au général[23] ;
- 1937 (30 juillet-6 août)  Joseph Paul (1er) et Émile Pouderoux (2e, un ancien 'citroëniste') sur Delahaye Type 135 (3e Jean Trévoux sur Hotchkiss Grand Sport Type 686)[24], et coupe des dames à Melle Lamberjack sur Hotchkiss[25];
- 1938 (début août) :  Amédée Gordini sur Simca[26],[27] (2e René Le Bègue sur Talbot -meilleur temps lors des épreuves de vitesse-[28], 3e Jean Trévoux sur Hotchkiss Grand Sport Type 686);
- 1939 (10-13 avril, 18e et dernière édition, la guerre éclatant moins de cinq mois plus tard)  Eugène Chaboud sur Delahaye Type 135 (2e Joseph Paul sur Delahaye).

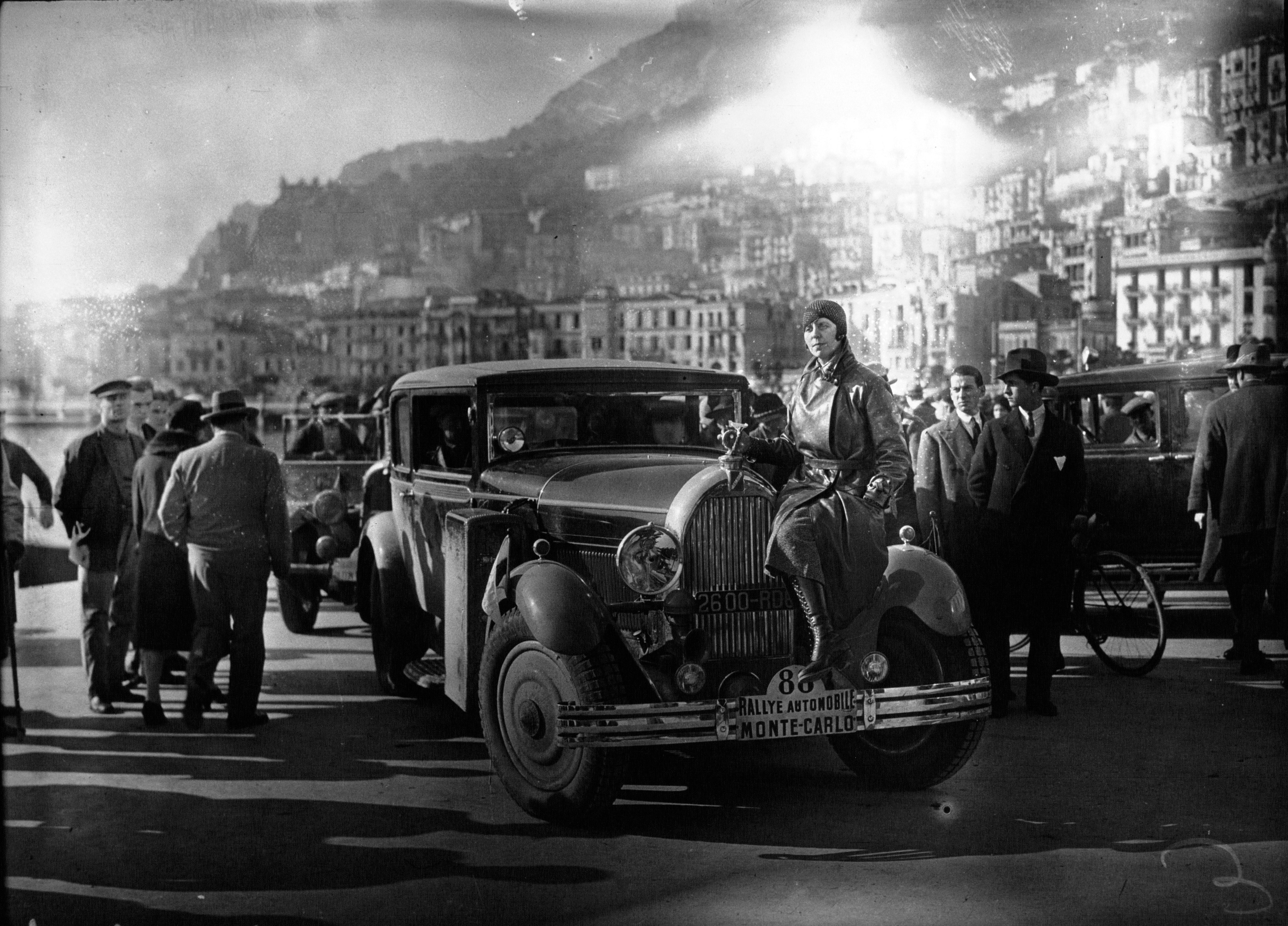
Lucy O'Reilly-Schell (ici au Monte-Carlo 1930).

### Coupe des Dames
Multi-lauréates :
- Violette Morris (1923 et 1927) ;

…
- Lucy O'Reilly-Schell (1934 et 1935, sur Delahaye).

## Évolution
La compétition disparaît au bout de 18 éditions après le second conflit mondial, laissant la place au premier Tour de France de Nice à Nice / Critérium International de Tourisme du 29 août au 12 septembre 1951 à l'instigation de Nicolas Porsi trésorier alors de l’A.C. de Nice et Côte d’Azur, mais désormais avec le concours des journaux L'Équipe et L'Action Automobile et Touristique.
Un rallye historique Paris – Nice : la renaissance a lieu du 26 au 28 mars 2009 grâce à l’ASA Classic et à l’association Classic Rally, toujours en collaboration avec l’Automobile Club de Nice.
Un autre, le PARIS Montlhéry NICE Automobile se déroule du 14 au 17 septembre 2011.

## (Paris - Nice: les records)

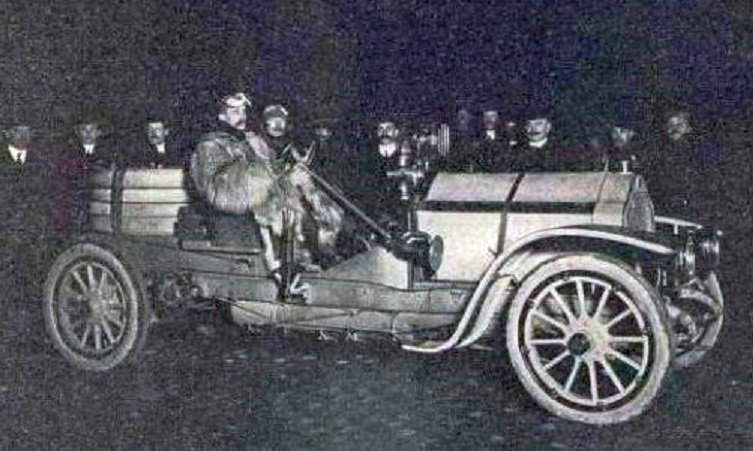
Marc Sorel en avril 1907 sur De Dietrich, après avoir rallié Nice depuis Paris en 16 heures et 15 minutes.

- Le premier à effectuer le trajet fut Hippolyte Panhard, le 27 mars 1893 (en plusieurs étapes).

Hormis les compétitions organisées proprement dites, le trajet Paris - Nice fut souvent l'objet de records de vitesse à battre avant-guerre; à titre d'exemples:
- 1907 (avril) : 16 h 15 min par Marc Sorel sur Lorraine-Dietrich, pour 977 kilomètres parcourus[30];
- 1921 : 12 h 35 min pour 942 kilomètres, par André Dubonnet sur Hispano-Suiza (avec 4 personnes embarquées, et leurs bagages)[31];
- 1922 : 12 h 30 min par Philippe de Rothschild;
- 1922 : 11 h 24 min par M. Baehr;
- 1924 : record battu à 85 km/h de moyenne horaire sur Hispano-Suiza H6 C Tulipwood 8 l 46 CV, de nouveau par André Dubonnet.

Est également à signaler :
- 1922 : Henri Petit, journaliste automobile connu avant-guerre, fait un essai de fiabilité sur plus de 20 000 kilomètres avec des aller-retours ininterrompus Paris-Nice à bord d'une Peugeot type 153 15 CV, en utilisant ce long trajet en diagonale pour le journal La Vie Automobile[32],[33]. Il devint l'un des rédacteurs en chef du journal L'Auto -dirigé par Henri Desgrange- durant les années 1930, organisant lui-même notamment à cette période... le Critérium Paris-Nice de la présente page[34].